# Eueremaeus
Eueremaeus är ett släkte av kvalster som beskrevs av Mihelcic 1963. Eueremaeus ingår i familjen Eremaeidae.

## Dottertaxa tillEueremaeus, i alfabetisk ordning[1][2]
- Eueremaeus acostulatus
- Eueremaeus alvordensis
- Eueremaeus aridulus
- Eueremaeus aysineep
- Eueremaeus brevifer
- Eueremaeus carinatus
- Eueremaeus chiatous
- Eueremaeus columbianus
- Eueremaeus cornutus
- Eueremaeus crassisetosus
- Eueremaeus danos
- Eueremaeus elongatus
- Eueremaeus foveolatus
- Eueremaeus higginsi
- Eueremaeus hokkaiensis
- Eueremaeus laticostulatus
- Eueremaeus lindquisti
- Eueremaeus magniporus
- Eueremaeus marshalli
- Eueremaeus masinasin
- Eueremaeus michaeli
- Eueremaeus nahani
- Eueremaeus nemoralis
- Eueremaeus oblongus
- Eueremaeus osoyoosensis
- Eueremaeus proximus
- Eueremaeus quadrilamellatus
- Eueremaeus silvaticus
- Eueremaeus stiktos
- Eueremaeus tenuisensillatus
- Eueremaeus tetrosus
- Eueremaeus travei
- Eueremaeus triglavensis
- Eueremaeus trionus
- Eueremaeus woolleyi
- Eueremaeus yukonensis